# Duhamel-Atlas
Der Duhamel-Atlas oder Beaunier-Atlas (auch Saargrubenatlas, Saar-Kohle-Atlas, französisch Atlas des concessions du Terrain Houiller de la Sarre) ist ein Kartenwerk der Markscheiderkunst, das im Frühjahr 1810 fertiggestellt wurde und für über 100 Jahre für das Saarkohle-Revier Gültigkeit besaß. Urheber waren Jean Baptist Duhamel, Professor für Bergbau an der École pratique des Mines de la Sarre in Geislautern, sowie dessen Assistenten Louis-Antoine Beaunier und Michel-François Calmelet.

## Entstehung
Nach dem Friedensschluss mit Preußen im Februar 1801 gingen die Eroberer daran, sich das neue Land links des Rheins zunutze zu machen. Dazu zählten auch seine Bodenschätze. Unter dem Staatsrat und Direktor der Brücken und Chausséen Jean-Pierre Bachasson de Montalivet wurde am 1. Januar 1809 der Auftrag erteilt, ein Kartenwerk für die Konzessionsvergabe zu schaffen. Das zu bearbeitende Gebiet stellte in vieler Hinsicht Neuland dar, vor allem, was die Größe und Unerschlossenheit des Gebietes darstellte, war es doch seinerzeit nur sehr dünn besiedelt, von großen Wäldern durchzogen und fast ohne Infrastruktur.
Bei der Erstellung des Atlasses orientierten sich die Macher an den Arbeiten von Gabriel Jars, einem Kollegen von Duhamels Vater Jean-Pierre Guillot-Duhamel.
Innerhalb von zwei Jahren war das Werk vollendet. In der Form eines Atlas war ein Kartenwerk entstanden, in dem Oberflächen-Topographie mit einer Genauigkeit dargestellt wurde, die heute immer noch verwundert. Auf 61 Blatt sind unter anderem auch Weiler und Bauernhöfe zu sehen, die heute nicht mehr existieren; Verkehrswege dagegen sind noch unterentwickelt. Heute wird der Originalatlas im Nationalarchiv in Paris aufbewahrt.

## Form
Der fünf Zentimeter dicke, in weinrotes Leder gebundene Atlas hat das Format 95 × 67 cm im Hochformat. Die einzelnen Blätter sind 94 × 62 cm groß und bilden immer eine Doppelseite, die aufgeklappt auf 80 × 60 cm groß ist. In den 1920er Jahren wurden von der damals französischen Grubenverwaltung Faksimiledrucke in den Maßen 64 × 50 × 7 cm angefertigt.

## Inhalt
In der im Folgenden angegebenen Reihenfolge befinden sich die Blätter:
1. Übersichtskarte der Zusammenstellung der Konzessionen des Steinkohlengebietes der Saar im Maßstab 1:50.000: „Carte d'Assemblage de l'Atlas des Concessions du Terrain Houiller de la Sarre“
2. Zeichenerklärung „Explication des Signes, des Chiffres et des Lettres employés dans l'Atlas“
3. 12 Schnitte der im Abbau stehenden Gruben: „Coupes et Projections des Mines de Houille en Exploitation, dans le Pax de Sarrebruck. Planche 1ere“
4. 61 Blätter der Konzessionsfelder im Maßstab 1: 2.500: „Plans des concessions du Terrain Houiller de la Sarre“
5. Register über die Einteilung des saarländischen Grubengebietes in 64 Konzessionsfelder und sieben reservierte Konzessionsfelder
6. Register der Nivellierungen des Grubengebietes

Als besonders fortschrittlich ist die Vermaßung anzusehen, die bereits im metrischen Meter- und Zentimeter-Maß vorgenommen wurde. Nur teilweise wurde es durch das noch vor Ort übliche Fuß- und Zoll-Maß ergänzt. Für die Karten ist ein eigener Null-Punkt festgelegt worden. Er befindet sich an der Mündung des Schwalbaches in die Saar auf 181,1 Meter über Normalnull und ist auf Blatt 40 als „Point Zéro des Nivellements pris à l'Embouchure de la Schwalbach dans la Sarre“ gekennzeichnet.
Im Atlas wurden 64 Konzessionsfelder vermerkt. Kohlefelder für Alaunwerke und Glashütten zählten nicht dazu.
Ihren Abschluss fand die umfangreiche Arbeit mit der Verabschiedung des Gesetzes LOI concernant les Mines, les Minières et les Carrières (deutsch Gesetz über die Minen, Bergbau und Gewinnung von Steinen.), in dem die Konzessionsvergabe genau geregelt ist.